# ساوترز
ساوترز هي بلدة في غرينادا ومركز أبرشية سانت باتريك.